# 周城
周城，简称周。西周政治家周公旦在西周王畿内的采地。与周太王建都的周邑有别。
杨伯峻《春秋左传注》隐公六年传：“据诗周南召南谱，周公封于鲁，召公封于燕，元子世袭君位，而次子则世守王畿内之采地，在王朝为官，即春秋时之周公、召公。周公最初之采地当在今陕西省凤翔县境，杜注所谓‘周采邑，扶风雍县东北有周城’者是也。周东迁以后，平王以西都赐秦，周公、召公当别于东都受采地，而存周、召之本名。周公东都采地当今何所，则无所闻。”